# Франк Бакке-Єнсен
Франк Бакке-Єнсен (норв. Frank Bakke-Jensen) — норвезький політик, член партії Гейре, міністр оборони Норвегії (з 2017 року), у 2016—2017 роках — міністр європейського економічного простору та справ Європейського Союзу. Він був мером міста Ботсфіорд з 2007 року до свого вибору в Стортинг з міста Фінмарк у 2009 році. Бакк-Єнсен раніше працював електриком судна між Гаммерфестом і Тромсе, а також працював викладачем та пілотом в аеропорту Батсферд. Він також виконував військову службу в ліванському конфлікті ООН.

## На посаді мера Бетсферда
Бакке-Єнсена обрали мером у 2007 році, незважаючи на те, що Норвезька робітнича партія отримала 54,7 відсотка голосів, від дев'яти з п'ятнадцяти представників у муніципалітеті. Одна з відокремлених груп не брала участі в засіданні, а інша не голосувала зі своєю партією. Тому Бакке-Єнсен був обраний чотирма голосами Гейре, двома представниками Партії прогресу, які вирішили не підтримати Норвезьку робітничу партію. Під час свого головування, Бакке-Йенсен вирішив, що в місті Бетсфьорд має бути своя середня школа в межах муніципалітету.

## Військова служба
З 30 серпня 1990 року по 29 листопада 1992 року він перебував у Лівані в якості солдата в 26 і 27 контингентах, де він був оператором радіо в Тібніні на півдні Лівану.
Пізніше він провів кілька років у Головному управлінні безпеки, де він отримав звання командира загону, а потім і командира взводу. Він також прослухав елітний курс у Норвезькому коледжі оборонного штабу.

## Учасник комітетів парламенту
- 2009–2013 — член Постійної комісії з питань бізнесу та промисловості

- 2013–2017 — член Постійної комісії з питань бізнесу та промисловості